# Cosmoscarta herossa
Cosmoscarta herossa är en insektsart som beskrevs av Jacobi 1921. Cosmoscarta herossa ingår i släktet Cosmoscarta och familjen spottstritar. Inga underarter finns listade i Catalogue of Life.